# Endasys serratus
Endasys serratus là một loài tò vò trong họ Ichneumonidae.